# Bloqueo del escritor

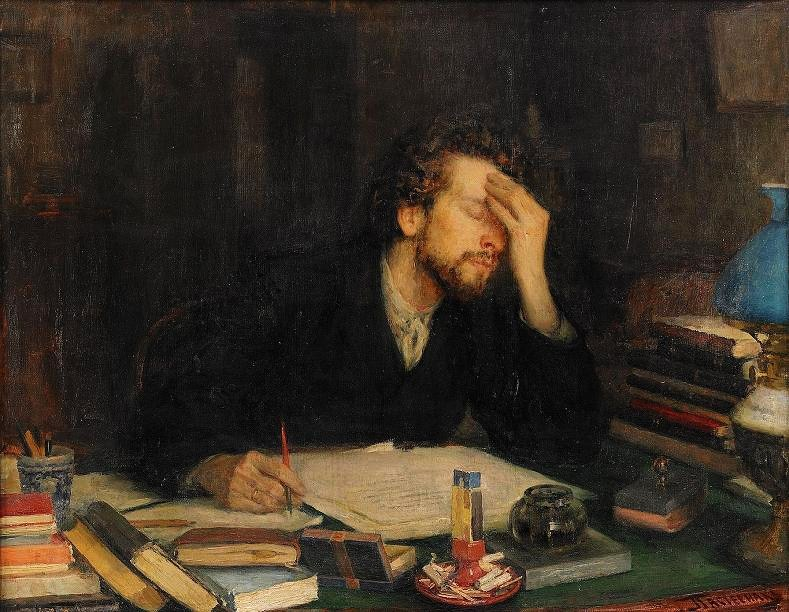
Una representación del bloqueo del escritor por Leonid Pasternak (1862 - 1945)

Bloqueo del escritor es la condición, que primordialmente le ocurre a un escritor pero que también se da en otros autores creativos, por la que pierden la capacidad para crear nuevo material creativo o el trabajo sufre retrasos. La condición va desde la ineficiencia para generar nuevas ideas hasta la incapacidad de producir nuevo material por algunos días o en algunos casos hasta por años. A través de la historia, el bloqueo del escritor ha sido una condición documentada. Algunos autores que han sufrido de esta condición son F. Scott Fitzgerald, el caricaturista Charles M. Schulz o el músico Trent Reznor, líder de la famosa banda de rock alternativo, Nine Inch Nails. La condición fue por primera vez descrita en 1947 por el psicoanalista Edmund Bergler. Las investigaciones con respecto a esta condición se dieron durante las décadas de 1970 y 1980.

## Causas
El bloqueo del escritor puede tener distintas causas, algunas veces se trata de simples problemas creativos del mismo escritor, ya sea que se queda sin inspiración o se distrae por una serie de eventos. En la obra Que no muera la aspidistra, de George Orwell, el protagonista, Gordon Comstock, lucha en vano por completar un poema épico, en el que intenta describir un día en Londres: "Era demasiado grande para él, esa era la realidad, de modo que nunca progresaba, debido a esto se derrumbaba en una serie de fragmentos."
Otro tipo de bloqueos son producidos por diversas circunstancias en la vida o carrera del escritor: depresión, enfermedades mentales, ruptura amorosa, problemas económicos o una sensación de fallo[cita requerida]. La presión para producir un trabajo puede ser un factor que contribuya al bloqueo del escritor, especialmente si está obligado a entregar trabajos que van en contra a su inclinación para trabajar (ejemplo: fechas límites, estilos o géneros). El bloqueo del escritor también se da ante la intimidación, que puede provocar la salida de un nuevo trabajo, después de un trabajo exitoso.[cita requerida] La escritora Elizabeth Gilbert manifestaba su punto de vista del post-superventas, proponiendo que dicha presión debería ser resuelta al analizar el escritor como un ser "con" genio para escribir y no "ser" genio para escribir.
El bloqueo del escritor ha sido expresado como algo más que un estado mental. Bajo estrés, el cerebro humano "pasa el control de la corteza o córtex cerebral al sistema límbico". El sistema límbico está asociado con el proceso instintivo y el comportamiento que está basado en una "formación profundamente arraigada". La entrada limitada de la corteza cerebral limita el proceso creativo de una persona, remplazándolo con comportamientos asociados al sistema límbico. La persona usualmente no se da cuenta del cambio, lo que los lleva a creer que están creativamente "bloqueados". En 2004, en el libro La enfermedad de medianoche. La unidad para escribir, el bloqueo del escritor y el cerebro creativo (ISBN 9780618230655), la escritora y neuróloga Alice W. Flaherty argumenta que la creatividad literaria es una función de áreas específicas del cerebro y que su bloqueo puede ser debido a que la actividad cerebral ha sido perturbada en esas áreas.
Lawrence Oliver, en su artículo "Helping Students Overcome Writer's Block", dice que "estudiantes reciben poco o nulo consejo en cómo generar ideas o cómo explorar sus pensamientos, eso se debe hacer mediante el proceso de escritura sin guía o crítica constructiva del maestro quien retiene comentarios y críticas hasta que evalúa el producto final. Lawrence expresa que los estudiantes "aprenden a escribir escribiendo" y regularmente se sienten inseguros o paralizados por las reglas.
Phyllis Koestenbaum, en su artículo "El Clima Secreto del año que dejé de Escribir", escribe acerca de su temor a la escritura, reclamando que fue directamente afectada por la respuesta de su instructor. Ella dice que "necesitaba escribir para sentir, pero sin sentir no podía escribir". En contraste a la experiencia de Koestenbaum, Nancy Sommers expresa su creencia de que los papeles no acaban cuando los estudiantes terminan de escribir y que tampoco deberían terminar los comentarios del instructor. Sommers alienta a formar una "asociación" entre escritores e instructores para que esas respuestas se conviertan en una conversación.
James Adams anota en su libro Conceptual Blockbusting: A guide to better Ideas varias razones por las que ocurren los bloqueos, incluyendo el miedo de tomar un riesgo "caótico" en la etapa de planeamiento, juzgar así como generar ideas, la inhabilidad de incubar ideas o la carencia de motivación.

## Las estrategias de afrontamiento
Las estrategias de afrontamiento contra el bloqueo que el escritor Clark Irene sugiere son clases y grupos de discusión, diarios, libre escritura, lluvia de ideas, agrupamiento y comprometerse con el texto. Para sobreponerse al bloqueo del escritor, Oliver sugiere hacer preguntas a los estudiantes para descubrir su proceso de escritura. Después, él recomienda otras soluciones como preguntas sistemáticas, escribir libremente y fomentación.
La preocupación de Gabriele Lusser Rico con la mente que enlaza con la lateralización cerebral es también explorada por Rose y Linda Flowers y John R. Hayes, entre otros. En el libro de Rico, Escribiendo de forma natural, se examinan estrategias de intervención como el agrupamiento, la cual ha sido observada como una estrategia de gran ayuda para enfrentarse a los bloqueos, Enfatizando en las soluciones presentadas por Rose, Oliver y Clark y similar a Rico, James Adams discute sobre la participación del lado derecho al momento de escribir. Mientras que Downey propone que basa su acercamiento en preocupaciones prácticas, su concentración en las técnicas del lado derecho del cerebro hablan de una teoría cognitiva, con un enfoque similar al de Rico y un consejo más práctico para escritores para abordar el bloqueo del escritor.

## Síndrome de la página en blanco o síndrome de la "pagblanfobia"
Un tema relacionado es el síndrome de la página en blanco, en el cual un escritor no puede soportar una página en blanco, por lo que genera un estímulo angustiante que se puede producir, pero a su vez se puede superar mediante la escritura de algunas palabras en la página, sin estar directamente relacionado con el tema del que deseamos escribir.